# إيفان لشود
إيفان لشود (بالفرنسية: Yvan Lachaud) هو سياسي فرنسي، ولد في 4 مارس 1954 في نيم في فرنسا. حزبياً، نشط في الاتحاد من أجل الديمقراطية الفرنسية.

## مناصب
- انتخب مدير institut d'Alzon ‏ (1988 – ).
- انتخب نائب فرنسي عن دائرة Gard's 1st constituency [الإنجليزية]‏ خلال فترته النيابية [الإنجليزية]‏ (20 يونيو 2007 – 19 يونيو 2012).
- انتخب عضو مجلس جهوي.
- انتخب نائب فرنسي عن دائرة Gard's 1st constituency [الإنجليزية]‏ خلال فترته النيابية  [لغات أخرى]‏ (19 يونيو 2002 – 19 يونيو 2007).

## وصلات خارجية
- الموقع الرسمي